# Argyranthemum sundingii
Argyranthemum sundingii là một loài thực vật có hoa trong họ Cúc. Loài này được L.Borgen mô tả khoa học đầu tiên năm 1980.